# تجارت زندانیان سیاسی آلمان شرقی
کسانی که در طول جنگ سرد سعی می‌کردند از آلمان شرقی فرار کنند ممکن بود کشته، زندانی یا شکنجه شوند ولی دولت این کشور به‌قدری با بی‌پولی مواجه بود که برخی از این افراد را پنهانی به آلمان غربی می‌فروخت، کشوری که بیشتر این افراد در وهله نخست سعی داشتند به آنجا فرار کنند. پس از آنکه اقتصاد آلمان شرقی به نوعی در حال سقوط آزاد بود. بسیاری از کارگران متخصص و روشنفکران فرار کرده بودند، همچنین اتحاد جماهیر شوروی در حال بالا کشیدن منابع این کشور بود. در سال ۱۹۶۴ وضعیت مالی به‌قدری خراب شده بود که مقامات این کشور طرحی را آماده کرده بودند برای فروختن زندانیان سیاسی به آلمان غربی. این طرح “häftlingsfreikauf” (خون‌بهای زندانیان) نام داشت. آندریاس آپلت، مؤلف و تاریخ‌دان، می‌گوید: «بین سال‌های ۱۹۶۴ و ۱۹۸۹ حدود ۳۳ هزار و ۷۵۵ زندانی سیاسی و ۲۵۰ هزار نفر از بستگان آن‌ها، در ازای مجموعاً ۳٫۵ میلیارد مارک آلمان، به آلمان غربی فروخته شدند.» او می‌گوید: «هر دو طرف از این معامله سود می‌بردند، آلمان شرقی بخاطر اینکه به ارز آلمان غربی نیاز داشت و آلمان غربی بخاطر اینکه می‌خواست مردم را از زندان‌های ضدبشری آلمان شرقی نجات دهد.» زندانیان در مقابل کالاهایی مانند قهوه، مس و نفت نیز مبادله می‌شدند. با این حال، هیچ‌کدام از طرفین علاقه‌ای به علنی کردن این موضوع نداشت، آلمان شرقی بخاطر اینکه نمی‌خواست ضعیف به نظر برسد و آلمان غربی بخاطر اینکه نمی‌خواست به چشم حامی مالی رژیم کمونیستی دیده شود. از همین رو این عملیات پنهان ماند، افراد در راهروهای تاریک راه‌آهن زیر زمینی، او-بان (U-Bahn)، مبادله می‌شدند یا در اتوبوس‌هایی با پلاک قابل تعویض از مرز رد می‌شدند. این پلاک‌ها را در پست بازرسی مرزی تعویض می‌کردند تا اتوبوس‌ها در سوی دیگر مرز شبهه‌ای ایجاد نکنند.